# Frederick Warner (Diplomat)
Sir Frederick Archibald „Fred“ Warner, GCVO, KCMG (* 2. Mai 1918 in Bournemouth, Dorset, England; † 30. September 1995) war ein britischer Diplomat und Politiker der Conservative Party, der unter anderem zwischen 1972 und 1975 Botschafter in Japan war. Nach seinem Ausscheiden aus dem diplomatischen Dienst war er in der ersten Legislaturperiode von 1979 bis 1984 Mitglied des Europäischen Parlaments.

## Leben

### Diplomatische Laufbahn, Botschafter in Laos und Japan
Frederick „Fred“ Archibald Warner, Sohn des aus Trinidad stammenden Frederick A. Warner, Chaguanas und der aus New Jersey stammenden Marjorie Miller Winants, absolvierte nach dem Besuch der Wixenford School eine Ausbildung zum Seeoffizier am Britannia Royal Naval College. Er begann daraufhin ein Studium am Magdalen College der University of Oxford sowie an der University of Sheffield. Während des Zweiten Weltkrieges leistete er Militärdienst in der Royal Navy und trat nach Kriegsende im Februar 1946 in den diplomatischen Dienst (HM Diplomatic Service) ein und fand danach zahlreiche Verwendungen in Auslandsvertretungen sowie im Außenministerium (Foreign Office). Er wurde am 2. Mai 1946 in den 8th Grade am 1. Januar 1950 in den 7th Grade sowie am 5. Januar 1960 in den Sixth Grade of Branch A des diplomatischen Dienstes befördert. Daraufhin wurde er 1960 Leiter des Referats Südostasien im Außenministerium (Head of South-East Asia Department, Foreign Office) und hatte diese Funktion bis 1963 inne. Für seine Verdienste wurde er am 1. Januar 1963 Companion des Order of St Michael and St George (CMG).
Nachdem er zwischen 1964 und 1965 das Imperial Defence College (IDC) in London absolviert hatte, wurde Warner am 26. Mai 1965 als Nachfolger von Donald Hopson Botschafter in Laos und bekleidete dieses Amt bis 1967, woraufhin Harold Smedley seine dortige Nachfolge antrat. Im Anschluss fungierte er zwischen 1967 und 1969 als Gesandter der britischen Delegation bei der NATO in Brüssel und war 1969 für kurze Zeit als Assistant Under-Secretary for South and South-East Asia Leiter der Unterabteilung Südasien und Südostasien im Außenministerium. Im Anschluss war er zwischen 1969 und 1971 im Range eines Botschafters Ständiger Vertreter des Ständigen Vertreters des Vereinigten Königreichs bei der NATO, Sir Bernard Burrows, beziehungsweise ab 1970 von dessen Nachfolger Sir Edward Peck. Er wurde am 3. Juni 1972 zum Knight Commander des Order of St Michael and St George (KCMG) geschlagen, so dass er fortan den Namenszusatz „Sir“ trug.
Zuletzt wurde Sir Fred Warner am 1. Juli 1972 Nachfolger von Sir John Arthur Pilcher als Botschafter in Japan und verblieb auf diesem Posten bis 1975, woraufhin Sir Michael Wilford seine Nachfolge antrat. Am 7. Mai 1975 wurde ihm des Weiteren zum Knight Grand Cross des Royal Victorian Order (GCVO) geschlagen. Da zuletzt die frei gewordenen Posten des Botschafters in den „großen“ Botschaften in Frankreich und den USA mit anderen Diplomaten besetzt wurden, schied er 1975 vorzeitig aus dem diplomatischen Dienst aus.

### Wirtschaftsmanager und Mitglied des Europäischen Parlaments
Nach seinem Ausscheiden aus dem diplomatischen Dienst übernahm Sir Fred Warner Funktionen in der Wirtschaft und war als Berater sowie als Direktor des Telekommunikationsunternehmens Globalstar Telecommunications Ltd, des Elektrotechnikkonzerns Chloride Group sowie des Rüstungsunternehmens Loral Corporation tätig.  
Bei der Europawahl 1979 wurde Warner für die Conservative Party zum Mitglied des Europäischen Parlaments gewählt und gehörte diesem in der ersten Legislaturperiode vom 17. Juli 1979 bis zum 23. Juli 1984 an. Er schloss sich der Fraktion der Europäischen Demokraten an und war vom 14. April 1980 bis zum 8. März 1982 auch Mitglied des Vorstands der Fraktion. Während seiner Parlamentszugehörigkeit war er anfangs zwischen dem 20. Juli 1979 und dem 9. April 1981 Mitglied des Ausschusses für Entwicklung und Zusammenarbeit sowie im Anschluss vom 10. April 1981 bis zum 23. Juli 1984 Mitglied des Ausschusses für Außenwirtschaftsbeziehungen. Darüber hinaus fungierte er zwischen dem 11. April 1983 und dem 23. Juli 1984 auch als Vorsitzender der Delegation für die Beziehungen zu Japan.
Aus seiner 1971 geschlossenen Ehe mit Simone Georgina de Ferranti gingen zwei Söhne hervor, darunter der Fernsehkoch Valentine Warner.

## Veröffentlichungen
Frederick Warner veröffentlichte darüber hinaus mehrere Bücher zu verschiedenen außen-, umwelt- und atomenergiepolitischen Themen. Zu seinen Veröffentlichungen gehören:
- Industry and the environment, London 1974
- Engineering safety and the environment, London 1976, ISBN 0-905-76600-8
- The Assessment and perception of Risk. A Royal Society discussion, Mitautor D. H. Slater, London 1981, ISBN 0-854-03163-4
- Anglo-Japanese financial Relations. A golden tide, Oxford 1991, ISBN 0-631-17628-4
- The Treatment and handling of wastes, Mitautoren A. D. Bradshaw, Richard Southwood, London 1992, ISBN 0-412-39390-5
- Radioecology after Chernobyl. Biogeochemical pathways of artificial radionuclides, Mitautor Roy M. Harrison, Chichester 1993, ISBN 0-471-93168-3
- Nuclear Test Explosions, Scope 59. Environmental and Human Impacts, 2000, ISBN 0-471-97848-5